# Aeronauta

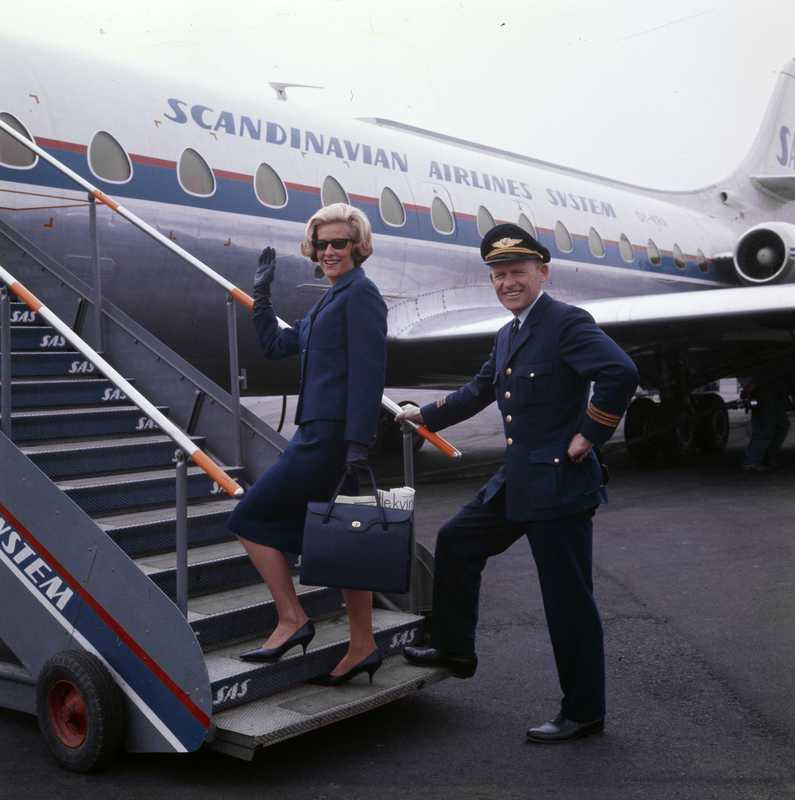
Comissários e Pilotos são exemplos de tripulantes.

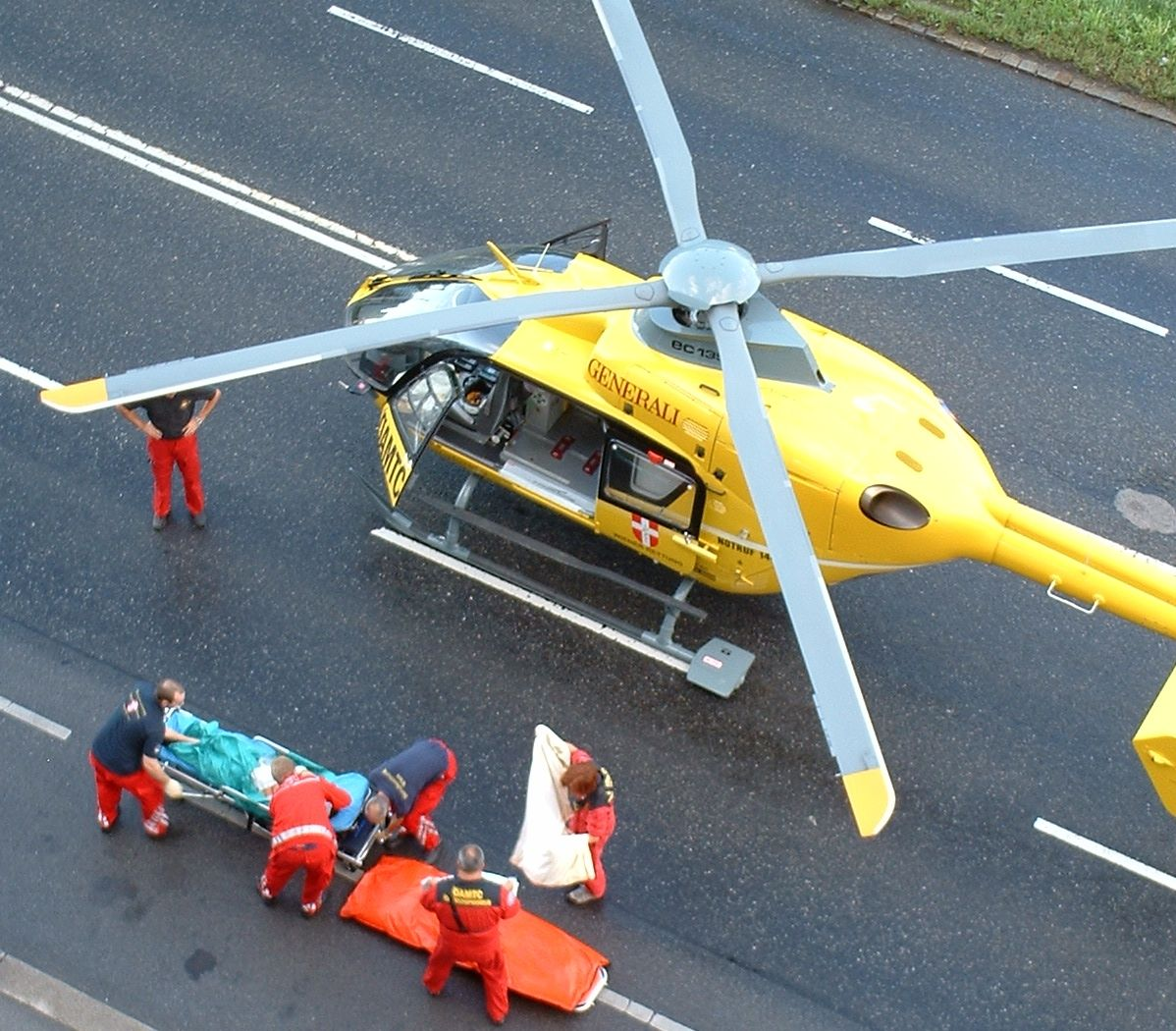
Paramédicos que operam equipamento a bordo também são tripulantes quando no exercício da função a bordo de aeronaves.

Aeronauta significa "piloto de aerostato". Um "aeróstato" é um " veículo que se eleva e se mantém no ar graças à ação da força ascensional de um gás mais leve que o ar, tais como balões e dirigíveis."  
São exemplos de aeróstato, aeronaves cujo voo é alcançado por meio do principio de Arquimedes, isto é, Balões de ar quente e Dirigíveis (airship). São aeronaves popularmente conhecidas como "mais leve que o ar". 
Quando um aeronauta está cumprindo função a bordo de uma aeronave, em virtude de um contrato de trabalho, o meu o é designado como tripulante. A profissāo de aeronauta, bem como quem sāo aqueles considerados tripulantes, está definido na Lei 13.475, de 28/08/2017. Sāo tripulantes os pilotos, os comissários de bordo, mecânicos de voo, médicos e enfermeiros no transporte aeromédico ou fotógrafos em sobrevoo fotográfico.

## Legislação no Brasil
No Brasil, as condições de trabalho da ocupação profissional de Aeronauta é regulamentada pela Lei 13475 de 2017, que define quais são as condições de trabalho, remunerações e concessões e transferências, assim sendo, o aeronauta apresenta-se como uma ocupação profissional apoiada em leis que definem os principais direitos e limites a serem respeitados tanto pelos profissionais assim designados quanto seus empregadores e formadores.
A responsabilidade civil de aeronautas estão previstos na Lei 7 565 de 19 de dezembro de 1986, também conhecida como Código Brasileiro de Aeronáutica.